# Логан, Шей
Шэлеум «Шей» Нэрвал Логан (англ. Shaleum Narval "Shay" Logan; 29 января 1988, Уайтеншо, Англия) — английский футболист, защитник. Известен выступлением за клубы «Брентфорд» и «Абердин».

## Карьера
Логан был выпускником молодёжной академии «Манчестер Сити» и подписал свой первый трехлетний профессиональный контракт летом 2007 года. Его старший брат, Карлос Логан, также является бывшим юниором «Манчестер Сити». Он впервые занял видное место после впечатляющего периода игры за состав (до 18 лет), дошедшего до финала молодёжного кубка ФА 2005/06. Логан дебютировал в первой команде небесно-голубых во втором раунде Кубка Футбольной лиги, в победном матче с «Бристоль Сити» в августе 2007 года (2:1), а второй раз появился в следующем раунде против «Норвич Сити» в сентябре того же года. Он дебютировал в премьер-лиге за «Манчестер Сити» в проигранном матче с «Портсмутом» 14 февраля 2009 года, начав игру и сыграв полные 90 минут, а команда проиграла со счетом (2:0). В сентябре 2010 года Логан неожиданно был включен в состав "Манчестер Сит"и, состоящий из 25 человек для игры в премьер-лиге, что сделало его 11-м англичанином и 12-м доморощенным игроком в списке. Логан покинул клуб в конце сезона 2010/11, в итоге, сыграв лишь три игры за команду.
23 июня 2011 присоединился к «Брентфорду», выступавшему тогда в Лиге 1. В сезоне 2011/12 принял участие в 32 матчах команды и забил 4 гола. В сезоне 2012/13 сыграл в 53 матчах во всех турнирах. В январе 2013 подписал новый 18-месячный контракт. В сезоне 2013/14 участвовал в 19 матчах и забил один гол.
27 мая 2014 подписал двухлетний контракт в шотландским клубом «Абердин».